# Monapia charrua
Monapia charrua är en spindelart som beskrevs av Ramírez 1999. Monapia charrua ingår i släktet Monapia, och familjen spökspindlar. Inga underarter finns listade i Catalogue of Life.